# Massongex
Massongex es una comuna suiza del cantón del Valais, situada en el distrito de San Mauricio. Limita al noroeste y este con la comuna de Bex (VD), al sur con San Mauricio y Vérossaz, y al oeste con Monthey.

## Transportes
Ferrocarril
La comuna cuenta con una estación ferroviaria donde efectúan parada trenes regionales.